# 隱斑櫛鱗鰨
隱斑櫛鱗鰨（学名：Aseraggodes crypticus）為輻鰭魚綱鰈形目鰨亞目鰨科的其中一種，為熱帶海水魚，分布於東印度洋聖誕島海域，棲息深度15-25公尺，體長可達4.9公分，棲息在底層水域，生活習性不明。
其种加词“Crypticus”意为“隐藏的”。